# Liste der Bodendenkmale in Fleckeby
In der Liste der Bodendenkmale in Fleckeby sind die Bodendenkmale der Gemeinde Fleckeby nach dem Stand der Bodendenkmalliste des Archäologischen Landesamts Schleswig-Holstein von 2016 aufgelistet. Die Baudenkmale sind in der Liste der Kulturdenkmale in Fleckeby aufgeführt.
| Denkmal-ID           | Befundart               | Bezeichnung                                    | Zeitstellung                 | Lage | Bemerkungen                 | Bild |
| -------------------- | ----------------------- | ---------------------------------------------- | ---------------------------- | ---- | --------------------------- | ---- |
| aKD-ALSH-Nr. 003 082 | Grabmal > Großsteingrab | Steinkammer                                    | Neolithikum                  |      |                             |      |
| aKD-ALSH-Nr. 003 083 | Grabmal > Grabhügel     | Grabhügel                                      | Vor- und/oder Frühgeschichte |      |                             |      |
| aKD-ALSH-Nr. 003 084 | Grabmal > Grabhügel     | Grabhügel                                      | Vor- und/oder Frühgeschichte |      |                             |      |
| aKD-ALSH-Nr. 003 085 | Grabmal > Grabhügel     | Grabhügel                                      | Vor- und/oder Frühgeschichte |      |                             |      |
| aKD-ALSH-Nr. 003 086 | Grabmal > Grabhügel     | Grabhügel                                      | Vor- und/oder Frühgeschichte |      |                             |      |
| aKD-ALSH-Nr. 003 087 | Grabmal > Grabhügel     | Grabhügel                                      | Vor- und/oder Frühgeschichte |      |                             |      |
| aKD-ALSH-Nr. 003 088 | Grabmal > Grabhügel     | Grabhügel                                      | Vor- und/oder Frühgeschichte |      |                             |      |
| aKD-ALSH-Nr. 003 089 | Grabmal > Grabhügel     | Grabhügel                                      | Vor- und/oder Frühgeschichte |      |                             |      |
| aKD-ALSH-Nr. 003 090 | Befestigung > Wall      | Landwehr/Wall/Schanze/Panzergraben „Osterwall“ | Frühmittelalter              |      | Teilabschnitt des Danewerks |      |
| aKD-ALSH-Nr. 003 091 | Altweg, Hafen           | Weg/Furt/Wasserstraße/Hafen                    | Vor- und Frühgeschichte      |      |                             |      |